# El ángel de la muerte (álbum de Arkangel)
El Ángel de la Muerte es el título del quinto álbum fonográfico perteneciente a la discografía de Arkangel, legendaria banda latinoamericana de Heavy Metal. Salió al mercado en el año 2000. Publicado en formato CD.

## Historia
La idea de realizar este álbum surgió a finales de los años 90 cuando poco antes de dar un concierto en la ciudad de Valencia, Freddy Marshall (guitarrista de Arkangel) se hallaba reunido con varias personas que habían venido a ver el show y le preguntaron acerca de si la banda tenía pensado hacer un nuevo álbum, luego del éxito logrado con su anterior trabajo titulado "Inmortal", a lo que Marshall respondió que en efecto, querían hacerlo, que tenían las canciones y que sabían cómo hacer un álbum, lo único que necesitaban era el capital...así comenzó a andar el proyecto, ya que esas personas se contagiaron con el entusiasmo de Freddy y le ofrecieron a la banda la financiación del disco.
En el año de 1999 Arkangel entra en los estudios de Stock Music Center, propiedad de Mickey Tedeschi (antiguo cantante de Arkangel), y comienzan las sesiones de grabación, pero al poco tiempo de empezar éstas, surgió un conflicto entre el baterista de la banda y uno de los productores financieros, a raíz de este percance, los productores deciden retirar el apoyo y el proyecto casi se trunca. Esto no obstante, no fue suficiente para detener a la banda en sus aspiraciones, ya que entre todos los músicos y con la ayuda de Mickey lograron financiar la grabación y más adelante con el apoyo de Sergio Siugza, propietario de la cadena de tiendas discográficas Giros, se pudo realizar la edición y distribución de los álbumes.

## Temas
En cada uno de los 16 temas que conforman el álbum, la banda aborda diferentes cuestiones que van desde la denuncia de asuntos tan espinosos como el maltrato a los animales que se refleja en "Luces y espadas", a un manifiesto antibelicista como lo es el tema "Derrota final", todo ello sin dejar de plasmar vivencias personales y posiciones ante la vida como ocurre en canciones como "La farsa y la máscara" o en "Paper life".
En este álbum, Arkangel pone de manifiesto en sus letras, su preocupación por los temas sociales, tal cual ha hecho a lo largo de su carrera, pero en esta ocasión los plantea desde un plano más personal, reflejando en gran medida la postura individual y el pensamiento de los compositores de las canciones.
También hay dos temas instrumentales en los cuales la banda plasma su gusto por la música sinfónica, algo que siempre les ha acompañado desde sus inicios y que ya en su primer álbum evidenciaron al grabar allí también un tema instrumental con aires sinfónicos. Ese gusto por este estilo fue lo que les impulsó a añadir teclados a su obra a partir de su tercer álbum, ("Represión Latinoamericana") convirtiéndoles en la primera banda de Heavy Metal y Hard Rock venezolana que los utilizaba y que en "El Ángel de la Muerte" alcanza su máxima expresión, sin que ello afecte a la fuerza característica del Heavy Metal.

## Canciones
El álbum contiene 16 canciones, dos de ellas instrumentales y una grabada en directo. Los 2 últimos temas son bonus tracks.
El Ángel de la Muerte
- 01- «Intro» (instrumental) (0:39)
- 02- «Luces y espadas» (2:41)
- 03- «Justicia y poder» (3:01)
- 04- «La farsa y la máscara» (5:13)
- 05- «Motín en Occidente» (3:08)
- 06- «Hacia la eternidad» (3:31)
- 07- «Madre Tierra» (2:55)
- 08- «Dios perdona yo no» (4:00)
- 09- «Derrota final» (4:08)
- 10- «Paper life» (2:55)
- 11- «Damas de la noche» (4:11)
- 12- «El Ángel de la Muerte» (2:29)
- 13- «Al irse» (4:03)
- 14- «Gabriel» (Instrumental) (5:50)

Bonus Track:
- 15- «Inmortal» (3:01)
- 16- «Despierta América» (grabada en directo)(2:45)

## Músicos
- Joad Manuel Jiménez - Vocalista
- Freddy Marshall - Guitarras y coros
- Giancarlo Picozzi - Guitarras y coros
- Giorgio Picozzi - Batería
- Felipe Arcuri - Bajo y coros
- Mickey Tedeschi - Teclados y coros (Músico Invitado)

## Detalles técnicos
- Estudio de grabación: Stock Music Center, Valencia, Venezuela.
- Ingenieros de grabación y mezclas: Rafael Naranjo, Edgar Fernandois, Mickey Tedeschi, y Jacques Mottet.
- Diseño artístico y diagramación de portada, contraportada, y cancionero: Néstor Martínez, Paul Spiekerman, Joad Jiménez, y Felipe Arcuri.
- Producción: Giancarlo Picozzi, Giorgo Picozzi, y Arkangel.